# Polimery syntetyczne
Polimery syntetyczne – polimery, które (w odróżnieniu od biopolimerów) nie występują naturalnie lecz są w całości otrzymywane ze związków chemicznych o małej masie cząsteczkowej zwanych monomerami. Występuje znaczący wzrost produkcji polimerów syntetycznych, ponieważ na przełomie wieków XX oraz XXI produkowano ich około 180 mln ton, natomiast w roku 2006 było to już 245 mln ton.

## Pochodzenie
Monomery do syntezy polimerów syntetycznych pozyskuje się z kilku źródeł:
- bezpośrednio z ropy naftowej pozyskuje się m.in. eten (etylen), propen (propylen) i styren (winylobenzen), butadien, z których otrzymuje się poliolefiny takie jak polietylen (PE), polipropylen (PP), polistyren (PS), polibutadien (PBA) i ich kopolimery,
- z procesów opartych na gazie syntezowym otrzymuje się m.in. chlorek winylu, metakrylan metylu i akrylonitryl, z których otrzymuje się polimery winylowe takie jak poli(chlorek winylu) (PCW, PVC), poli(metakrylan metylu) (PMM) i poliakrylonitryl (PAN),
- z pozostałych syntez typowo organicznych, do których substraty pozyskuje się z różnych źródeł, otrzymuje się m.in. kaprolaktam, akroleinę, izocyjaniany, tlenek etylenu, chlorki kwasów karboksylowych i diole, z których otrzymuje się poliamidy, poliakroleiny, poliuretany, polietery i poliestry,
- z syntez nieorganicznych i metaloorganicznych pozyskuje się monomery takie jak silany, siarczki, i fosfazeny, z których otrzymuje się silikony, polisiarczki i polifosfazeny.

## Zastosowanie
Polimery syntetyczne stanowią podstawowy (choć zazwyczaj nie jedyny) składnik wielu materiałów. Są to m.in.:
- tworzywa sztuczne, które dzielą się na:
  - duromery, czyli tworzywa konstrukcyjne o własnościach mechanicznych zbliżonych do metali (np. poli(tlenek metylenu) czy kevlar),
  - elastomery, zwane popularnie gumami, czyli tworzywa, które posiadają zdolność wielokrotnego rozciągania i powrotu do poprzednich wymiarów (np. usieciowany polibutadien),
  - plastomery, czyli tworzywa o własnościach pośrednich między duromerami i elastomerami, które są stosowane m.in. do produkcji rozmaitych przedmiotów nie muszących wytrzymywać dużych obciążeń mechanicznych (np. obudów urządzeń elektronicznych) (np. polietylen),
- włókna sztuczne, takie jak np. Anilana, której głównym składnikiem jest poliakrylonitryl, czy Nylon, którego głównym składnikiem są poliamidy,
- farby, lakiery, laminaty i inne materiały do pokrywania powierzchni,
- kleje i inne środki powierzchniowo czynne,
- membrany i inne materiały o zdolnościach rozdzielczych.